# Oksana Poczepa
Oksana Poczepa (ros. Оксана Почепа, trans. ang. Oksana Pochepa) (ur. 20 lipca 1984 w Rostowie nad Donem) – rosyjska piosenkarka, znana wcześniej pod pseudonimem Akuła (ros. Акула – Rekin). Wydała dwie płyty Kisłotnyj DJ (ros. Кислотный DJ) oraz Biez lubwi (ros. Без любви).